# Rober Romero Ramírez
Róber Trinidad Romero Ramírez (nacido en Aguas Blancas, Valledupar, Cesar) el 4 de noviembre de 1964, es un académico y político colombiano, abogado, doctor en ciencias políticas, especialista en derecho administrativo, especialista en gestión pública, profesor universitario, de pregrado, posgrado y maestría, se ha desempeñado como diputado del departamento del Cesar, concejal del municipio de Valledupar, fiscal delegado ante los jueces penales municipales de Valledupar, Secretario de Gobierno Municipal de Valledupar durante la alcaldía de Luis Fabián Fernández, decano de la facultad de derecho de la Universidad Popular del Cesar en Valledupar Colombia y actualmente rector de la misma institución. Sin embargo, actualmente enfrenta juicios morales de estudiantes y terceros, debido a fuertes vacíos y corrupciones que están sucediendo dentro de la Universidad colombiana, universidad que pide ayuda a gritos.

## Familia
Fue criado en una familia de extracción humilde y campesina, hijo de José Agustín Romero Daza y Gregoria Ramírez Peñaloza. Durante sus diez primeros años de vida vivió en la vereda Las Gallinetas del corregimiento de Mariangola, municipio de Valledupar, posteriormente el 11 de agosto de 1974, ante la muerte de su padre, Él y su familia se trasladaron a la ciudad de Valledupar.

## Educación
Romero Ramírez es abogado de Universidad Simón Bolívar de Barranquilla, doctor en  Ciencias Políticas de la Universidad Rafael Belloso Chacin de Venezuela, con especialidad en Gestión Pública de la Escuela Superior de Administración Pública, ESAP y en Derecho Administrativo de la Seccional Barranquilla de la Universidad Libre (Colombia),. Ha sido profesor universitario en la Universidad Popular del Cesar (UPC), Universidad del Área Andina (sede Valledupar) y la Escuela Superior de Administración Pública (ESAP) en donde también se desempeña como capacitador, profesor de posgrado en gerencia en gobierno y gestión pública de la Universidad Jorge Tadeo Lozano de Bogotá, en las asignaturas de derecho administrativo, derecho contencioso administrativo, gestión pública local, gobierno y políticas públicas, políticas públicas territoriales, regímenes y sistemas políticos, Estado, instituciones y Constitución Política. Para la UPC, Romero Ramírez también prestó servicios de asesoría.

## Trayectoria

### Gerente de la Lotería La Vallenata
En 1998, Romero fue nombrado gerente de la Lotería La Vallenata, entidad de juegos de azar que era utilizada para recolectar fondos para la salud. Romero denunció irregularidad de su antecesor, el exgerente Héctor Onofre Santana. Santana a su vez reveló hallazgos similares contra el anterior gerente William Saade Vergel. Según Romero, Onofre habría incurrido en irregularidades por un monto de 1.500 millones de pesos. Después de su salida, se comprobó un desfalcó de más de 15 mil millones de pesos Colombianos hasta ese entonces, dinero que nunca apareció, y el atribuyó a malos manejos de terceros.
En septiembre de ese mismo año, Romero reportó que la Lotería La Vallenata habīa entregado aportes de 1.013 millones al Departamento Administrativo de Salud del cesar (Dasaluc) producto de las ventas y los impuestos de las demás loterías y apuestas de chance en el departamento.

### Presidente del Directorio Municipal Liberal
Romero fue director municipal del partido liberal en Valledupar en 2007. Durante su cargo, tuvo que lidiar con el asesinato del dirigente liberal Anuar Yaver Cortés, caso que causó que los candidatos del partido en el departamento del Cesar alegaran que no había garantías electorales. En comunicación conjunta, los dirigentes liberales del Cesar enviaron un comunicado al gobierno del presidente Álvaro Uribe, "responsabilizando al gobierno nacional por la "integridad personal y familiar" de los militantes del partido liberal. El comunicado fue firmado por el representante a la cámara por el Cesar, Pedro Muvdi Aranguena, el presidente del Directorio Departamental Liberal, José Luis Urón Márquez, el candidato a la gobernación del Cesar por el Partido Liberal, Jesús Namén Rapalino y el candidato a la Alcaldía de Valledupar por el Partido Liberal, Luis Fabián Fernández.

### Secretario de gobierno de Valledupar (2011)
Romero fue nombrado secretario de gobierno municipal por el alcalde de Valledupar, Luis Fabián Fernández. Su gestión se vio empañada por la ola de inseguridad y sicariato que sacudió a la ciudad, a pesar de intentar contrarrestarla con ofrecimientos de recompensas.
En 2007, la alcaldía de Ciro Pupo firmó un jugoso contrato por cámaras de seguridad que no finalizó su administración. Sin embargo, el alcalde Fernández y Romero anunciaron su inauguración el 20 de octubre de 2010 con 54 de las cámaras de seguridad instaladas en sitios estratégicos de Valledupar y cuyo contrato costó $4.500 millones de pesos. Solo 16 de las cámaras de seguridad funcionaban y los equipos fueron considerados obsoletos rápidamente, pues al mes ya no servían. La administración Fernández alegaron que mantener los equipos eran costoso y no había presupuesto para sostener el programa de las cámaras.
Romero también estuvo encargado de implementar junto a la Policía Nacional de Colombia la línea de atención y emergencias "123" para la ciudad. Durante su gestión en la secretaría de gobierno, los homicidios en Valledupar se redujeron en un 17% y los atracos disminuyeron. 
Durante su gestión como Secretario de Gobierno desalojó dos  invasiones de terrenos privados, fueron controladas nuevas invasiones, sin embargo a su salida se formaron cinco nuevas invasiones, debido a la proliferación de personas desplazadas del campo a la ciudad quienes continuaron formando ranchos en predios de particulares, aledaños a la ciudad.
Previo a las elecciones regionales de 2011, Romero fue precandidato a la alcaldía de Valledupar por el partido Liberal, sin embargo el aval fue otorgado a Gonzálo Gómez Soto bajo apoyo del alcalde Fernández. Fue por este apoyo que Romero denunció a Fernández ante la Procuraduría Regional del Cesar. Un mensaje que salió de un teléfono celular BlackBerry oficial de la alcaldía usado por Fernández fue usado para invitar a ‘votar tempranito” por el candidato Gonzalo Gómez, lo cual oncurría en participación política de un funcionario.
Ante la destitución del alcalde Fernández por numerosas investigaciones por corrupción, Romero fue nombrado alcalde de Valledupar encargado.
Tras cinco meses en el cargo como secretario de gobierno, Romero renunció para asumir el cargo de Fiscal Seccional, mediante la Resolución número 0406 del dos de marzo de 2010 que la Fiscalía General de la Nación lo nombró para ejercer en Quibdó, capital del departamento de Chocó.

### Candidato a alcaldía de Valledupar (2015)
El partido Liberal colombiano le otorgó el aval a la alcaldía de Valledupar a Romero y a la gobernación del Cesar, a Arturo Calderón en una ceremonia en Bogotá. Romero sin embargo, no ha sido favorecido por las encuestas preliminares. 
En las elecciones a la alcaldía de Valledupar, Romero compite contra otros nueve candidatos; Sergio Araújo Castro, John Valle, Evelio Daza, Jaime González Mejía, Andrés Arturo Fernández Cerchar, Lina Maria De Armas, Tuto Uhia, Pedro Norberto Castro, y Pedro Acuña Fragozo. 